# 나금주
나금주(羅金柱, 1920년 12월 24일 ~ 1998년 12월 23일)는 대한민국의 독립운동가이다.

## 생애
본관은 장성(長城이며, 호(號)는 태성(台晟)이다.
1938년 3월 광주 비밀결사 단체 무등회에 가담하여 활동하였고 1939년에서 1943년까지 조선총독부 철도국 광주역에 근무 하다가 무등회 사건으로 인하여 체포되고 결국 기소 유예로 석방되었지만 그 해 1943년 조선총독부 예하 철도국 철도설비기사 직책을 사퇴하였다.